# 하이쿠이크티스
하이쿠이크티스 또는 하이코우이크티스(학명: Haikouichthys ercaicunensis 하이쿠이크티스 에르카이쿠넨시스[*])는 약 5억 180만 년 전 캄브리아기 대폭발 때 살았던 유두동물이다.
이름의 유래는 '하이커우의 물고기'라는 뜻으로 해구어라 불리기도 한다이다.
하이쿠이크티스는 뚜렷한 두개골과 기타 특징을 가지고 있어 고생물학자들이 이를 진정한 두개골로 분류하고 초기 어류 중 하나로 보통 특징짓기도 한다. 표본 500점 이상이 이 분류군과 계통분석에 속하게 되었으며 이 동물이 아마도 초기 유두동물 줄기군일 것임을 내비친다. 일부 연구진은 하이쿠이크티스가 다른 원시 척삭동물인 밀로쿤밍기아의 이명일 것으로 내다 보았으나, 고생물학자 사이먼 컨웨이 모리스가 이끌던 후속 연구에서는 서로 다른 아가미 배열, 밀로쿤밍기아에는 없는 아가미 줄과 하이쿠이크티스의 더욱 분명한 모양의 근절을 바탕으로 두 속 모두 구별되고 별개의 분류군임을 확인했다.

## 특징

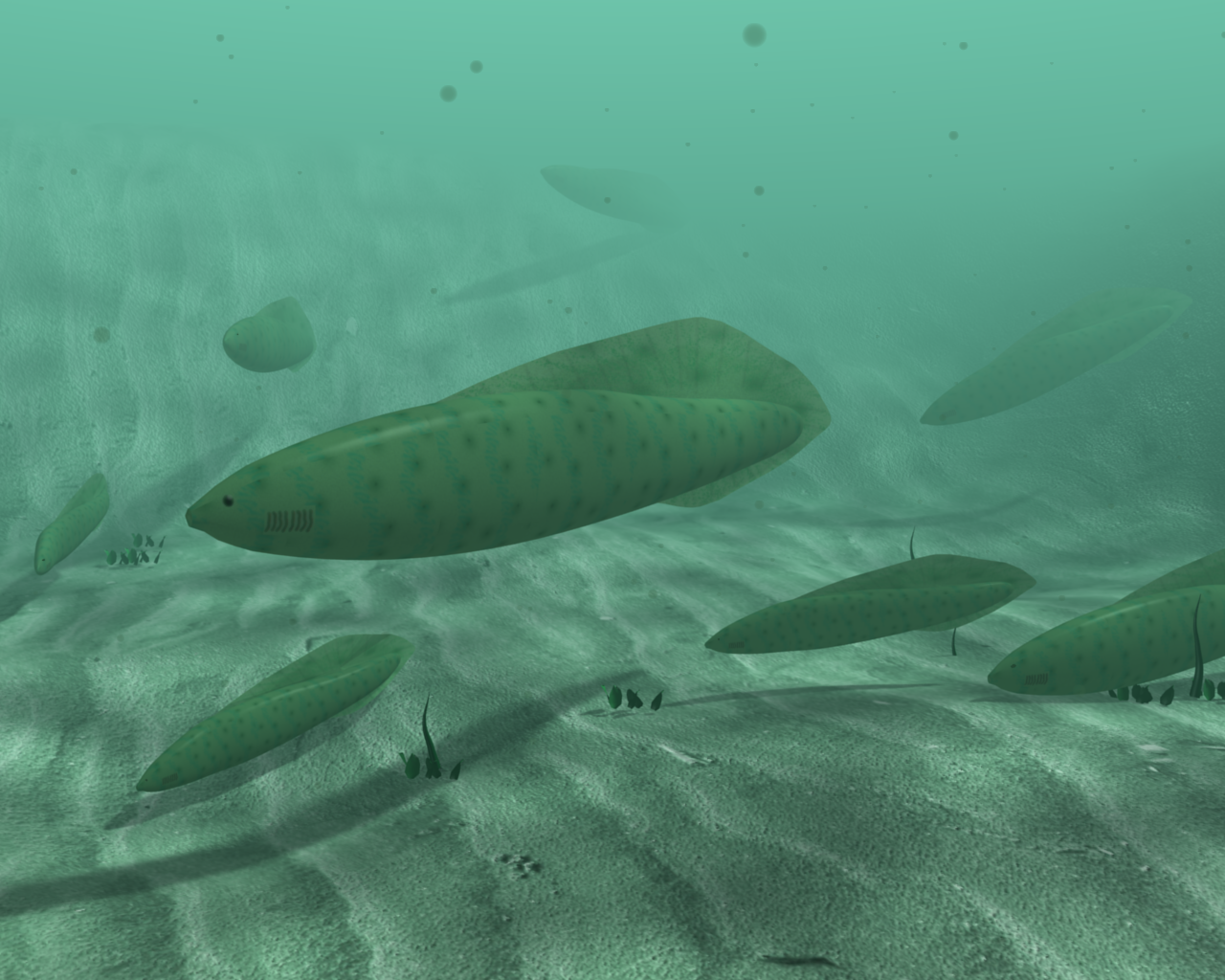
3D 복원

하이쿠이크티스는 몸길이가 약 2.5cm이며 몸 가로폭은 밀로쿤밍기아 및 같은 층에서 나온 또다른 추정 척삭동물 보다 협소하다. 하이쿠이크티스의 보식표본은 쿤밍 시산의 하이쿠구(하이난성의 하이쿠와는 혼동하지 말 것)에 있는 어카이군 마을 근처의 에오레들리키아 구역의 치옹주시 지층(마오텐산 혈암)의 위안산 구성층에서 발견되었다.  그러한 이유로 '어카이군의 하이쿠고기' (해구어)를 뜻하는 이름이 붙게 되었다. 화석은 수천 점의 정교하게 보존된 연조직체 화석들이 이미 발견되었던 여러 라거슈테테 현장 중 하나인 청장 동물군에서 찾아내었다. 모식개체의 발굴에 이어서, 추가적인 하이쿠이크티스의 캄브리아기 후기 화석이 발굴되었다.

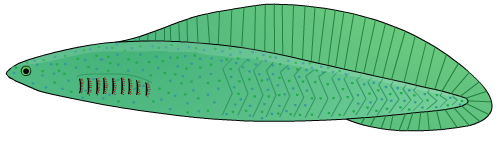
하이쿠이크티스 복원도

연구진은 머리에서 눈과 연두개골, 6~9개의 새궁, 후연골낭 및 미로골낭을 식별했다. 하이쿠이크티스의 뇌는 현생 척추동물에서 발견되는 동일한 대뇌 분할을 이룬 것으로 보인다. 이 분류군의 논문 저자는 처음에 잠재된 배척삭에 대해 기재했으나, 일부 연구진에서는 이 주장이 부정확하다고 본다. 여전히 꼬리에 있는 뒤로 향한 V 모양의 수많은 체절(근절)은 하이쿠이크티스가 진정한 척삭동물임을 보여주며, 온전한 등지느러미, 배지느러미, 그리고 꼬리지느러미도 이 동물화석에서 발견된다. 하이쿠이크티스의 방사형 지느러미는 먹장어 및 칠성장어의 것과 유사성이 있으며, 내부 구조에 근거하여 머리가 되는 끝부분을 향해 '앞으로' 각도를 이루는 것처럼 보인다. 바닥면을 따라 생식기, 점액 기관, 또는 이외 다른 것으로 여겨지는 13개의 원형 구조물이 있다.

## 같이 보기
- 척삭동물문
  - 척추동물아문
    - 갑주어류
      - 아란다스피스 (Arandaspis)

  - 다른 초기 척삭류
    - 밀로쿤밍기아 (Myllokunmingia) - 근족(近族)
    - 종지아니크티스 (Zhongjianichthys) - 장어를 닮은 근족
    - 피카이아 - 캄브리아기의 척삭동물

  - 두삭동물아문
    - 창고기 - 현존 동물과 유사 형태